# Hörnefors IF
Hörnefors IF är en idrottsförening från Hörnefors i Umeå kommun. Föreningen bildades 1908 under namnet IK Drott, men redan 1909 bytte man namn till Hörnefors Idrottsförening. Vid bildandet var man aktiv inom fotboll och skidor. 1930 invigde föreningen en gymnastiklokal och 1955 stod IP Grahn klar. 
Förening var det första laget i Västerbotten som tog upp ishockey på programmet. Det skedde 1941 och 25 år senare vann man Division III och gick till säsongen 1966/67 till Division II för en säsong. Där slutade man sist med bara ett poäng och fick återgå till Division II igen.
Föreningen har fostrat spelare som fotbollsbröderna Gunnar Nordahl (Fyra SM-guld och ett OS-guld, spelare för AC Milan), Knut Nordahl (fem SM-guld, ett OS-guld och ett VM-brons) och Bertil Nordahl (OS-guld) samt Daniel Marklund (VM-guld och JSM-guld i innebandy).